# La Fontaine (Indiana)
La Fontaine – miasto w Stanach Zjednoczonych, w stanie Indiana, w hrabstwie Wabash.